# Col de la Croix Montmain
Der Col de la Croix Montmain ist ein 737 Meter hoher französischer Gebirgspass im Zentralmassiv. Er befindet sich in der Region Auvergne-Rhône-Alpes im Départements Rhône und verbindet die Gemeinden Lamure-sur-Azergues im Westen und Vaux-en-Beaujolais im Osten.

## Streckenführung
Der Pass führt durch die Monts du Beaujolais im Nordosten des Zentralmassivs und liegt rund 50 Kilometer nordwestlich von Lyon. Parallel zum Col de la Croix Montmain verlaufen der Col de la Croix de Marchampt und der Col de la Croix Rosier.
Die Westauffahrt von Lamure-sur-Azergues weist auf einer Länge von 5,8 Kilometern eine durchschnittliche Steigung von 6,1 % auf. Die Straße verläuft dabei auf der D44 recht gleichmäßig und führt durch großteils bewaldetes Gebiet. Kurz vor der Passhöhe werden zwei Kehren absolviert.
Die Ostauffahrt von Le Perréon kann über zwei verschiedene Auffahrten erfolgen und führt dabei über die Gemeinde Vaux-en-Beaujolais. Die nördlichere Auffahrt verläuft über die schmale D88 und D88E. Bei einer Länge von 6,1 Kilometern weist diese eine durchschnittliche Steigung von 7,1 % auf. Die südlichere Auffahrt ist mit 9,2 Kilometern deutlich länger, weist im Schnitt jedoch nur eine Steigung von 5 % auf. Sie führt über die D49 zur D44, auf der die letzten drei Kilometer absolviert werden. Im Ortsgebiet von Vaux-en-Beaujolais, sowie auf den letzten drei Kilometern werden die höchsten Steigungsprozente mit rund 7 % erreicht, während die Straße dazwischen mit rund 5 % ansteigt.

## Radsport
Die Tour de France führte erstmals im Jahr 2019 über die Passhöhe des Col de la Croix Montmain. Auf der 8. Etappe absolvierten die Fahrer in der Anfangsphase des Rennens die Ostauffahrt über die D88 und D88E, die als Bergwertung der 2. Kategorie klassifiziert wurde. Der Belgier Thomas De Gendt führte damals über den Pass und gewann in weiterer Folge die Etappe.
Im Jahr 2023 führte die Tour de France erneut über den Col de la Croix Montmain. Auf der 12. Etappe wurde erstmals die Westauffahrt von Lamure-sur-Azergues absolviert, die ebenfalls als Bergwertung der 2. Kategorie klassifiziert wurde. Die Etappe führt im Anschluss über den Col de la Croix Rosier, ehe sie in Belleville-en-Beaujolais endet. Der Niederländer Mathieu van der Poel führte über die Passhöhe.
| Jahr | Etappe     | Bergwertung  | Fahrer               | Auffahrt        |
| ---- | ---------- | ------------ | -------------------- | --------------- |
| 2019 | 08. Etappe | 2. Kategorie | Thomas De Gendt      | Ost (D88, D88E) |
| 2023 | 12. Etappe | 2. Kategorie | Mathieu van der Poel | West            |